# Тейлор, Мирелли
Мире́лли Те́йлор (англ. Mirelly Taylor), имя при рождении — Рут Мире́лли Осу́на (исп. Ruth Mirelly Osuna; род. 7 февраля 1980, Гвадалахара) — американская актриса

, певица

, танцовщица

 и кинопродюсер.

## Ранние годы
Рут Мирелли Осуна родилась 7 февраля 1980 года в Гвадалахаре, штат Халиско, Мексика, в семье студентов, обучающихся на последнем курсе медицинского вуза. Отец Тейлор, панамец Луис Даниэль Креспо, впоследствии ставший пластическим хирургом с практикой в Панаме, и мать-мексиканка расстались вскоре после её рождения. У неё есть шестеро единокровных и единоутробных братьев и сестёр. В раннем детстве Тейлор жила со своей матерью в Тихуане, где та открыла бесплатную клинику и руководила ей несколько лет, и в Техасе с 11-летнего возраста. К 5-летнему возрасту она занималась карате, балетом, чечёткой и гимнастикой; до переезда в США говорила исключительно на испанском языке. В 18-летнем возрасте Тейлор попала в автокатастрофу, в результате которой получила перелом костей черепа и провела три дня в коме. Она окончила Среднюю школу Томаса Джефферсона, где была участницей хора и театра, и Южный методистский университет (основная специальность: кино, дополнительная специальность: психология и испанский язык) в Далласе. Обучалась актёрскому мастерству в Актёрской студии Аллана Миллера.

## Карьера
В 1999 году Тейлор приняла участие в озвучивании телевизионного мультфильма «Ночь всадника без головы». В 2001 году она дебютировала в кино с небольшой ролью в фильме «Зеркальный зал». Позже появилась в таких фильмах как «Мошенники» (2002), «Голливудские копы» (2003), «К чёрту любовь!» (2003), «Дело не в чести» (2004) и «Поцелуй меня» (2006). 
В 2014 году Тейлор была номинирована на премию кинофестиваля «Хилл-Кантри» в категории «Лучшая женская роль» за роль Лейси Дель Рио в фильме «Розуэлл ФМ».

## Личная жизнь
С 7 марта 2013 года Тейлор замужем за актёром Брайаном Ти. У супругов есть дочь — Мэделин Скайлер Ти (род. 10 августа 2015).
Тейлор увлекается технологиями и путешествиями. Среди стран, в которых она побывала, Австралия, Ирландия, Аргентина, Китай, Панама, Коста-Рика, Испания, Португалия, Германия, Англия, Мексика, Африка, Чехия, Австрия, Израиль, Италия и Канада.

## Фильмография
| Год       |     | Русское название                              | Оригинальное название              | Роль                                                |
| --------- | --- | --------------------------------------------- | ---------------------------------- | --------------------------------------------------- |
| 1999      | тмф | Ночь всадника без головы                      | The Night of the Headless Horseman | —                                                   |
| 2001      | ф   | Зеркальный зал                                | Hall of Mirrors                    | представитель банка                                 |
| 2002      | ф   | Мошенники                                     | Serving Sara                       | Мария                                               |
| 2002      | ф   | Справедливый                                  | EvenHand                           | Джессика                                            |
| 2003      | ф   | Голливудские копы                             | Hollywood Homicide                 | девушка на йоге                                     |
| 2004      | ф   | Дело не в чести                               | Beyond Honor                       | Сахира Абдель-Карим                                 |
| 2005      | кор | Оттенки багрового                             | Shades of Crimson                  | Саманта                                             |
| 2005      | ф   | Знаки                                         | The Prodigy                        | Никки                                               |
| 2006      | с   | 4исла                                         | Numbers                            | Люпе Сандовал                                       |
| 2006      | ф   | Поцелуй меня                                  | Kiss Me Again                      | Элена                                               |
| 2006      | в   | Марракеш                                      | Marrakech                          | Калла                                               |
| 2006      | с   | Лавспринг Интернешнл                          | Lovespring International           | Консуэло Салас                                      |
| 2006      | с   | Лас-Вегас                                     | Las Vegas                          | Карла Аверсано                                      |
| 2006      | кор | Молох                                         | Moloch                             | девушка                                             |
| 2007      | с   | Подстава                                      | Punk’d                             | принцесса Испании / репортёр / репортёр «Telemundo» |
| 2007      | ф   | Если бы мне было всё равно                    | If I Didn’t Care                   | Мария                                               |
| 2008      | тф  | Крутой вираж                                  | Crash and Burn                     | Люсия Мендес                                        |
| 2008      | с   | Столкновение                                  | Crash                              | Люпе                                                |
| 2008      | с   | C.S.I.: Место преступления Нью-Йорк           | CSI: NY                            | Рита Маннете                                        |
| 2008      | ф   | Оправданное зло                               | Necessary Evil                     | Салме                                               |
| 2009      | тф  | Поэзия и движение                             | Poetri-N-Motion                    | Дон                                                 |
| 2009      | ф   | Сталкер внутри                                | The Stalker Within                 | Либби                                               |
| 2010      | с   | Остаться в живых                              | Lost                               | Изабелла Алперт                                     |
| 2010      | с   | Терьеры                                       | Terriers                           | Лорен Ривера                                        |
| 2011      | ф   | Человек-эльф                                  | Elf-Man                            | Эми                                                 |
| 2011      | тф  | Большой Майк                                  | Big Mike                           | Тереза Ромеро                                       |
| 2011      | кор | Пародокс историка                             | The Historian Paradox              | Валери                                              |
| 2012      | кор | ThePerfectSomeone.com                         | ThePerfectSomeone.com              | Эйми                                                |
| 2014      | ф   | Роузэлл ФМ                                    | Rosewell FM                        | Лейси Дель Рио                                      |
| 2014      | ф   | Горячая ванна и крепкий напиток               | Hot Bath an’ a Stiff Drink         | Сенс Сото                                           |
| 2015      | с   | Папочка                                       | Baby Daddy                         | Летти                                               |
| 2015      | ф   | Неудачники                                    | Underdog Kids                      | Валери Крус                                         |
| 2017      | ф   | Невысказанное: Дневник убийцы                 | Unspoken: Diary of an Assassin     | —                                                   |
| 2018      | с   | Спецназ                                       | SEAL Team                          | Рита Альфаро                                        |
| 2020      | с   | Допрос                                        | Interrogation                      | детектив Карен Эндрюс                               |
| 2021      | ф   | Очень плохой папочка                          | Christmas Is Cancelled             | мать Эммы                                           |
| 2022      | с   | Власть в ночном городе. Книга четвёртая: Сила | Power Book IV: Force               | миссис Сото                                         |
| 2023—2024 | с   | Монарх: Наследие монстров                     | Monarch: Legacy of Monsters        | Наталья Вердуго                                     |
|           | ф   | Горячая ванна и крепкий напиток 2             | Hot Bath an’ a Stiff Drink 2       | Сенс Сото                                           |

### Видеоклипы
- Knoc-turn’al

### Продюсер
- 2012 — «ThePerfectSomeone.com» / ThePerfectSomeone.com